# Verzorgingsplaats Cantagallo

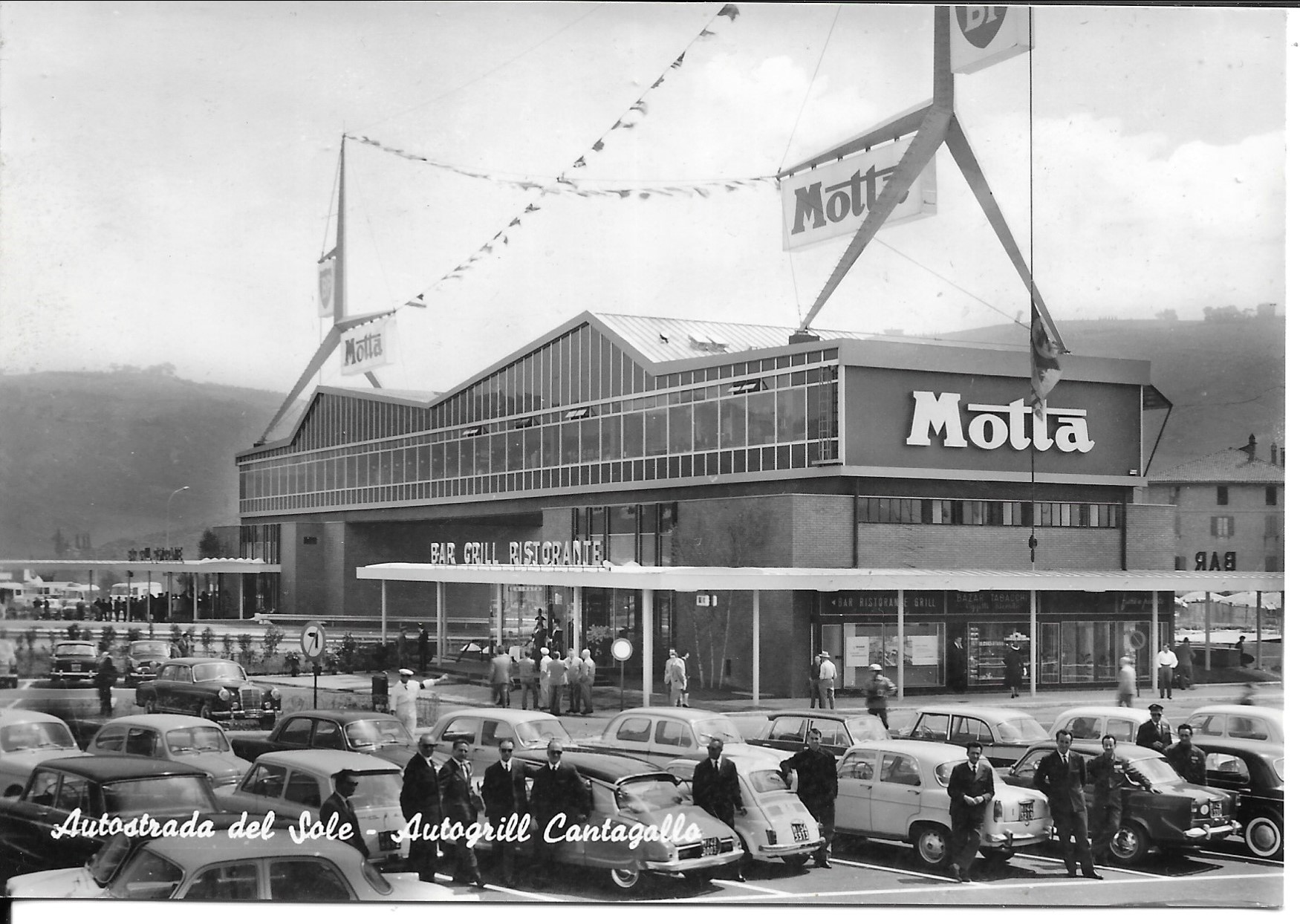
Het brugrestaurant in 1965

De Verzorgingsplaats Cantagallo is een verzorgingsplaats in Italië langs de A1 iets ten zuiden van Bologna.
Op 21 mei 1955 werd een wet van kracht om het wegennet aan te passen en uit te breiden o.a. met nieuwe autosnelwegen. De concessies voor de wegrestaurants werden niet automatisch aan de bestaande exploitant Pavesi gegund en twee concurrenten, Alemagna en Motta, alsmede het semi-staatsbedrijf Agip dongen mee naar de concessies. In de slag om de concessies schoof BP aan bij Motta en zij verkregen de concessie voor het brugrestaurant met tankstations bij Casalecchio di Reno. Het wegvak van de A1 bij de verzorgingsplaats werd op 24 november 1959 geopend, de bouwvergunning voor de verzorgingsplaats kwam op 24 mei 1960 en op 23 april 1961 werd de verzorgingsplaats geopend.
Voor "De grootste verzorgingsplaats van Europa" ontwierp architect Melchiorre Bega een brug in staalskeletbouw die plaats bood aan een restaurant met 200 zitplaatsen, een zelfbedieningsdeel met 70 plaatsen en een keuken. Op de begane grond waren een bank, een postkantoor en het bureau voor toerisme gevestigd en aan de oostkant van het 70.000 m2 grote terrein staat een kapel. BP voorzag behalve in tankstations ook in een autowasserij en een autowerkplaats. De voorzieningen van BP maakten integraal deel uit van het ontwerp en waren met pergola's verbonden met het brugrestaurant. De brug kreeg geen plat dak maar twee driehoekige bovenstukken. In navolging van concurrent Pavesi kwamen aan weerszijden van de brug enorme reclamepalen met borden van Motta en BP. In 1977 ging de keten Motta op in Autogrill.
In 1981 brandde het brugrestaurant af en architect Gregorio Caccia kreeg van Autogrill de opdracht de verzorgingsplaats te herbouwen. Op 26 oktober 1982 volgde toestemming om zijn ontwerp, dat sterk afwijkt van het origineel, te realiseren. Het nieuwe ontwerp is een betonconstructie met een puntdak en de tankstations zijn nu losse gebouwen op het terrein. Alleen de kapel stamt nog van de originele verzorgingsplaats.